# 烏拉爾兔耳草
烏拉爾兔耳草（學名：Lagotis uralensis）是兔耳草屬的一種植物，於1955年由俄羅斯植物學家鲍里斯·希什金發表描述，標本採自康札科夫斯基卡門山。本種分布於烏拉山脈，為俄羅斯特有種。

## 形態
烏拉爾兔耳草的根莖較短，莖長15至40公分，葉為鵝蛋形，葉緣為圓鋸齒狀。與同屬的Lagotis minor相似，但後者的莖高度較矮，且葉形較窄。

## 生態
烏拉爾兔耳草為俄羅斯的特有種，分布於烏拉山脈與秋明州。本種數量相當稀少，被列入巴什科爾托斯坦共和國、科密共和國、彼爾姆邊疆區、斯維爾德洛夫斯克州、秋明州、漢特-曼西自治區與車里雅賓斯克州的物種紅皮書中。
烏拉爾兔耳草可與真菌形成叢枝菌根，以蟲媒傳粉。和許多生長於高山或極地的植物相似，本種花苞的芽鱗（bud scale）在氣溫高於零度時即會打開。本種分布的範圍現為多個較小的山區孤立族群，在更新世的分布範圍可能較廣，全新世的氣候與植被變化使本種的棲地破碎。為適應族群孤立與氣候惡劣等因素，本種的花序上可長出多達200朵花，壽命可長約70年，並有20至30年可繁殖，處於繁殖期的個體在氣候條件不好的年份不會開花。